# Microcalcarifera villosata
Microcalcarifera villosata là một loài bướm đêm trong họ Geometridae.